# Посёлок имени Желябова
Посёлок и́мени Желя́бова (в просторечии — Желя́бово) — посёлок в Устюженском районе Вологодской области. Административный центр одноимённого сельского поселения.

## Расположение
Посёлок расположен на правом берегу Мологи напротив устья Чагодощи. На противоположном берегу находится деревня Лентьево. В километре от неё проходит трасса А114. 16 октября 2015 года был открыт однополосный мост через реку Молога у поселка имени Желябова.
Расстояние до районного центра Устюжны — 23 км.

## История
В 1841 году на месте современного посёлка имени Желябова была учреждена пристань Усть-Чагода (Усть-Чагодощенская), имевшая важное значение для Тихвинского водного пути.
В 1928 году на берегу Мологи была заложена судоверфь, получившая имя народовольца Желябова.
К 1941 году на верфи работало 420 человек. В годы Великой Отечественной войны на замену ушедшим на фронт были приняты рабочие, эвакуированные из Ленинградской и Новгородской областей, с верфи имени Дзержинского (оказавшейся в зоне подтопления в результате наполнения Рыбинского водохранилища) были привезены здания и сооружения для верфи и жилого фонда.
12 июня 1945 года населённый пункт при судоверфи получил статус рабочего посёлка и название «Рабочий посёлок имени Желябова».
10 февраля 2000 года постановлением губернатора Вологодской области посёлок городского типа преобразован в сельский населённый пункт.
Летом 1979 года в поселок приезжал Майк Науменко с музыкантами и дал концерт на местной танцплощадке
1 января 2006 года было образовано городское поселение «посёлок имени Желябова», состоящее из одного посёлка. 26 февраля 2006 поселение получило статус сельского, а 11 января 2007 в его состав вошли близлежащие деревни Александрово-Марьино, Лычно, Оснополье, Селище, Чирец.

## Экономика
Основное предприятие посёлка имени Желябова — лесоперерабатывающий комбинат имени Желябова. Он был построен в 1928 году для нужд открытой тогда же верфи. Верфь была закрыта в конце XX века и комбинат переориентировался на производство пиломатериалов вместо товаров народного потребления глубокой переработки, которое предприятие производило ранее. Часть производственных мощностей расположена в деревне Лентьево на другом берегу Мологи. 
В посёлке работают общеобразовательная школа, детский сад, больница.

## Население
| 1959 | 1970  | 1979  | 1989  | 2002  | 2010 |
| ---- | ----- | ----- | ----- | ----- | ---- |
| 2058 | ↘1685 | ↘1577 | ↘1386 | ↘1092 | ↘944 |

Население по данным переписи 2002 года — 1092 человека (468 мужчин, 624 женщины). Преобладающая национальность — русские (98 %).

## Знаменитые люди
- Карташов Алексей Александрович. Восемнадцатилетним юношей ушел на фронт. Он был в числе тех, кому первым довелось форсировать Днепр. На лодке, под ураганным огнем вражеской артиллерии, Алексей Карташов повел телефонную связь через Днепр .На противоположном берегу завязался бой. То и дело осколками снарядов перебивало телефонный кабель. Отважный связист, рискуя жизнью, устранял обрывы. В ответственный момент боя телефонный аппарат замолчал. Тяжело раненный, истекая кровью, Алексей всетаки восстанавливал связь. Лишь в минуту затишья его отправили в госпиталь. Алексею Александровичу Карташову было посмертно присвоено звание героя Советского Союза.
- Синицын, Виктор Павлович — советский и российский военный деятель, главнокомандующий войсками ПВО России, лауреат премии Правительства Российской Федерации за значительный вклад в развитие Военно-воздушных сил (2012), «Заслуженный военный специалист Российской Федерации», почетный академик Академии Военных наук Российской Федерации, генерал-полковник.
- Десятов Анатолий Матвеевич, доктор технических наук. Родился в посёлке имени Желябова в 1939 году. После школы уехал в Москву и поступил в Институт Стали и Сплавов. Выдающийся специалист по обогащению медно-молибденовых руд. Автор многочисленных изобретений. Отец архитектора, генерального директора галереи Artplay Сергея Десятова и поэтессы Веры Павловой.

## Памятники
Революционеру Желябову, В. И. Ленину.